# VISTA (telescopi)

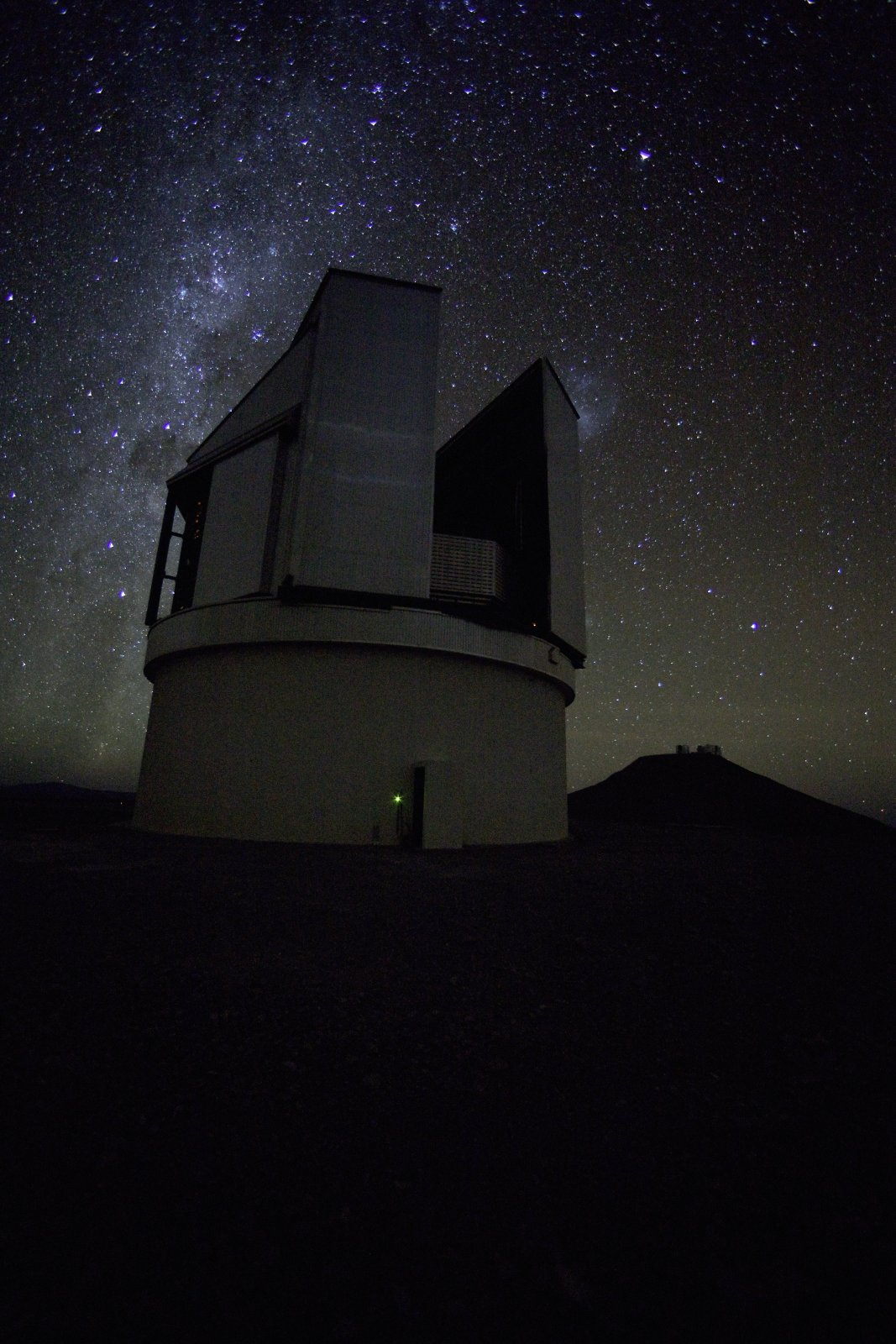
VISTA a la nit.

VISTA (sigles en anglès de Visible and Infrared Survey Telescope for Astronomy; en català, Telescopi astronòmic de rastreig d'espectre visible i infraroig) és un telescopi reflector d'ampli camp amb un mirall de 4,1 m de diàmetre, situat a l'Observatori Paranal, a Xile. El telescopi està controlat per l'Observatori Europeu Austral i va ser inaugurat el desembre de 2009. VISTA és un telescopi de rastreig que treballa en longituds d'ona infraroja i és el més gran del món dedicat a rastrejar el cel en longituds d'ona de l'infraroig proper. Aquest telescopi té un sol instrument, l'anomenat VIRCAM, una càmera infraroja. Es tracta d'una càmera que conté 16 detectors especials sensibles a la llum infraroja, amb una capacitat total combinada de 67 milions de píxels, amb un pes de 3 Tn.
Es troba en desenvolupament un instrument de segona generació (4MOST, un espectrògraf multiobjecte alimentat per 2000 fibres). Els plans per a la seva instal·lació són per al voltant del 2020. L'observació de la llum en longituds d'ona més llargues de les visibles a l'ull humà permeten VISTA estudiar objectes que són gairebé impossibles de veure amb la llum visible, ja sigui per les seves baixes temperatures, perquè es troben enfosquits per núvols de pols o perquè la seva llum s'ha desplaçat cap a longituds d'ones més vermelles a causa de l'expansió de l'espai durant el llarg trajecte que ha recorregut la llum des del començament de l'Univers.
El projecte va ser iniciat el 1999 pel Consorci VISTA format per 18 universitats del Regne Unit que va obtenir finançament d'un fons d'infraestructura del govern del Regne Unit i de fons del Consell d'Investigacions de Física de Partícules i Astronomia britànic. El projecte està valorat en 46 milions d'euros. Després de considerar diversos llocs a Xile, el consorci va triar l'Observatori Paranal de l'Observatori Europeu Austral (ESO), és a dir, un pic secundari a 1.500 m del Very Large Telescope (VLT). El consorci va triar a l'UK Astronomy Technology Centre com a responsable tècnic per al disseny i construcció del telescopi. L'any 2002 el Regne Unit es va unir a l'ESO, i VISTA es va convertir en el component en espècies de la quota d'inscripció del Regne Unit. El consorci va completar la construcció i posada en marxa del telescopi, i el Science and Technology Facilities Council, en nom del Regne Unit, va lliurar el telescopi a ESO, per a benefici dels astrònoms de tots els seus països membres.